# معركة كريمينا
قالب:Campaignbox 2022 Russian invasion of Ukraine
معركة كريمينا كانت اشتباك عسكري بين روسيا وأوكرانيا على مدينة كريمينا في شرق أوكرانيا. تعتبر المعركة الأولى خلال معركة دونباس. 

## خلفية
كريمينا، مدينة يبلغ عدد سكانها 18,000 نسمة، كانت مدينة إستراتيجية منذ بداية الغزو الروسي لأوكرانيا لأنها ممر إلى كراماتورسك، التي لا تبعد سوى ساعة واحدة بالسيارة. 

## المعركة
في 18 أبريل، دخلت القوات الروسية كريمينا، حيث ذكر حاكم مقاطعة لوهانسك سيرهي هايداي أن معارك في الشوارع بدأت وأن الإخلاء غير ممكن. كما دخلت الدبابات والأسلحة الأخرى.  هاجمت القوات الروسية من جميع الجهات وحاصرت المدينة.  استمر القتال طوال الليل مع إطلاق نيران المدفعية الثقيلة في الشوارع. استولت القوات الروسية في وقت لاحق على قاعة المدينة في 19 أبريل. في ذلك المساء، أفاد سيرهي أن القوات الأوكرانية المتبقية انسحبت، مما أعطى القوات الروسية السيطرة الكاملة على المدينة. 